# Херншвенде
Херншвенде (њем. Herrnschwende) општина је у њемачкој савезној држави Тирингија. Једно је од 55 општинских средишта округа Земерда. Према процјени из 2010. у општини је живјело 321 становника. Посједује регионалну шифру (AGS) 16068027.

## Географски и демографски подаци
Херншвенде се налази у савезној држави Тирингија у округу Земерда. Општина се налази на надморској висини од 150 метара. Површина општине износи 8,6 km². У самом мјесту је, према процјени из 2010. године, живјело 321 становника. Просјечна густина становништва износи 37 становника/km².